# Sean O'Connell
Sean O'Connell, född 2 september 1983, är en amerikansk MMA-utövare som tävlar i organisationen Ultimate Fighting Championship.